# Erzeparchie Banyas
Die Erzeparchie Banyas (lat.: Archieparchia Caesariensis o Paneadensis) ist eine im Libanon gelegene Erzeparchie der melkitischen griechisch-katholischen Kirche mit Sitz in Mardsch Uyun.

## Geschichte
Die Erzeparchie Banyas wurde am 25. Februar 1886 als Eparchie Banyas errichtet. Sie wurde der Erzeparchie Tyros als Suffragandiözese unterstellt. Am 18. November 1964 wurde die Eparchie Banyas durch Papst Paul VI. zur Erzeparchie erhoben.

## Ordinarien

### Bischöfe der Eparchie Banyas
- Clément Malouf BS, 1901–1941
- Isidore Fattal, 1943, dann Erzbischof von Aleppo
- Basilio Antonio Leone Kilzi BA, 1944–1951
- Athanase Ach-Chaer BC, 1951–1964

### Erzbischöfe der Erzeparchie Banyas
- Athanase Ach-Chaer BC, 1964–1984
- Nicolas Hajj SDS, 1984–1985
- Habib Bacha, 1985–1987 ( Patriarchaler Administrator)
- Joseph-Marie Raya, 1987–1989 (Patriarchaler Administrator)
- Antoine Hayek BC, 1989–2006
- Georges Nicolas Haddad SMSP, seit 2006